# Open di Francia 2010 - Doppio femminile in carrozzina
Korie Homan e Esther Vergeer erano le detentrici del titolo, ma la Homan non ha partecipato quest'anno.
Vergeer ha fatto coppia con Sharon Walraven, ma Daniela Di Toro e Aniek van Koot le hanno battuto in finale 3–6, 6–3, [10–4].

## Teste di serie
1. Daniela Di Toro /  Aniek van Koot (campionesse)
2. Esther Vergeer /  Sharon Walraven (finale)

## Tabellone

### Legenda
| - Q = Qualificato - WC = Wild card - LL = Lucky loser | - ALT = Alternate - SE = Special Exempt - PR = Protected Ranking | - w/o = Walkover - r = Ritirato - d = Squalificato |

### Finali
|  | Semifinali | Semifinali                          | Semifinali                          | Semifinali | Semifinali |  |  | Finale | Finale                         | Finale | Finale | Finale |  |
|  |            |                                     |                                     |            |            |  |  |        |                                |        |        |        |  |
|  | 1          | Daniela Di Toro Aniek van Koot      | Daniela Di Toro Aniek van Koot      | 6          | 6          |  |  |        |                                |        |        |        |  |
|  |            | Katharina Kruger Ju Yeon Park       | Katharina Kruger Ju Yeon Park       | 2          | 2          |  |  | 1      | Daniela Di Toro Aniek van Koot | 3      | 6      | [10]   |  |
|  |            | Florence Gravellier Jiske Griffioen | Florence Gravellier Jiske Griffioen | 5          | 4          |  |  | 2      | Esther Vergeer Sharon Walraven | 6      | 3      | [4]    |  |
|  | 2          | Esther Vergeer Sharon Walraven      | Esther Vergeer Sharon Walraven      | 7          | 6          |  |  |        |                                |        |        |        |  |